# Leonardo Alberto Fernández
Leonardo Alberto Fernández Napolitano (Avellaneda, 13 gennaio 1974) è un ex calciatore argentino naturalizzato boliviano, di ruolo portiere.

## Carriera

### Club
Esordì nella massima serie argentina nel campionato 1994-1995: la sua prima partita fu Argentinos Juniors-Gimnasia (J) del 26 marzo 1995. Fu poi ceduto al Defensores de Belgrano, nella terza divisione nazionale: vi rimase fino al 1997. Si trasferì poi per la prima volta all'estero: in Bolivia trovò spazio nell'Oriente Petrolero di Santa Cruz de la Sierra. La prima stagione nel paese andino fu quella del 1997: divenne titolare nel club bianco-verde, e vi rimase fino al 2000. Fu poi acquistato dall'Extremadura, formazione spagnola della Segunda División. Tornò in patria per giocare con l'Unión di Santa Fe, nel corso dell'Apertura 2001. Nel 2002 tornò nei ranghi dell'Oriente Petrolero, e ancora una volta fu scelto come estremo difensore titolare. Nel 2003 fu il Chacarita ad assicurarsi nuovamente le prestazioni di Fernández, mentre nel 2004 venne ripreso dall'Oriente Petrolero. Nel 2005 ebbe un'esperienza in Colombia: giocò otto gare nell'Atlético Nacional di Medellín, e completò l'annata al Tiro Federal, in Argentina. Nel 2006 si trasferì in Cile, al Palestino; dopo 10 partite lasciò la squadra e si spostò in Ecuador, ove venne acquistato dall'Aucas. Nel 2007, mentre era nella rosa dell'Oriente Petrolero, fu trovato positivo a un test antidoping e subì una squalifica di due anni. Nel 2009 tornò all'attività, nuovamente in Bolivia, dapprima al Real Mamoré e in seguito al La Paz.

### Nazionale
In seguito alla naturalizzazione, debuttò in Nazionale maggiore il 1º giugno 2004, in occasione dell'incontro di La Paz con il Paraguay, valido per le qualificazioni al campionato del mondo 2006. Nel 2004 venne incluso nella lista per la Copa América. Esordì nella competizione il 6 luglio contro il Perù, da titolare: mantenne il suo posto anche contro Colombia (9 luglio) e Venezuela (12 luglio). Durante tutta la fase di qualificazione a Germania 2006 Fernández fu la prima scelta nel suo ruolo sotto la guida di Ramiro Blacut prima e Ovidio Messa poi. Totalizzò 17 presenze con la selezione boliviana, di cui 13 nelle qualificazioni al Mondiale e 3 in Copa América.